# Silver Arrow Sniper
Le Silver Arrow Sniper est un drone de reconnaissance développé en Israël dans les années 1990. 
La société Silver Arrow est détenue par les sociétés israéliennes ELOp et Elbit Systems. Les drones qu’elle produit sont utilisés par les forces de défense israéliennes dans le cadre de missions de renseignement à longue portée, complétant ainsi les données recueillies par le satellite espion Ofek-3.

## Conception
La configuration du Sniper ressemble à celle d’un avion de tourisme conventionnel, avec train d'atterrissage tricycle fixe. Il est propulsé par un moteur à pistons de 38 ch (28,5 kW) entraînant une hélice tractive. Sa seule caractéristique inhabituelle est un empennage en V.
La mission principale du Sniper est la reconnaissance sur le champ de bataille et la collecte de données. Il permet d'ajuster les tirs d'artillerie et de roquettes. Il est conçu pour une utilisation de jour comme de nuit, et possède une capacité de transmission de données en temps réel. Le drone est lancé à l'aide d'une catapulte. Le système complet se compose du lanceur et de 3 ou 4 stations de contrôle au sol.

## Engagements
Le drone a été montré en public pour la première fois lors d’une exposition à Singapour en février 1998. En 2002, la firme Silver Arrow avait conclu des contrats pour sa vente en Amérique du Sud, en Asie du Sud-Est et en Afrique du Sud.